# Elecciones estatales de Tamaulipas de 2018
Las elecciones estatales de Tamaulipas se realizaron el domingo 1 de julio de 2018, simultáneamente con las elecciones federales, y en ellas se renovaron los 43 ayuntamientos del estado, compuestos por un presidente municipal y sus regidores, los cuales fueron elegidos para un periodo de tres años no reelegibles para el periodo siguiente.

## Ayuntamientos
|  | 39.12 % |

|  | 24.11 % |

|  | 23.22 % |

|  | 3.09 % |

|  | 2.67 % |

|  | 2.16 % |

|  | 1.85 % |

|  | 1.65 % |

|  | 1.56 % |

|  | 0.71 % |

|  | 97.44 % |

|  | 2.56 % |

#### Altamira
|  | 41.64 % |

|  | 21.45 % |

|  | 2.87 % |

|  | 1.47 % |

|  | 30.00 % |

|  | 0.04 % |

|  | 2.54 % |

|  | 100.00 % |

#### Ciudad Madero
|  | 37.76 % |

|  | 11.73 % |

|  | 1.34 % |

|  | 1.37 % |

|  | 41.11 % |

|  | 5.10 % |

|  | 0.10 % |

|  | 1.49 % |

|  | 100.00 % |

#### El Mante
|  | 34.58 % |

|  | 25.02 % |

|  | 24.86 % |

|  | 7.16 % |

|  | 1.81 % |

|  | 1.39 % |

|  | 1.03 % |

|  | 0.97 % |

|  | 0.36 % |

|  | 0.11 % |

|  | 2.71 % |

|  | 100.00 % |

#### Matamoros
|  | 30.87 % |

|  | 27.62 % |

|  | 2.06 % |

|  | 0.37 % |

|  | 35.79 % |

|  | 0.78 % |

|  | 0.08 % |

|  | 2.42 % |

|  | 100.00 % |

#### Nuevo Laredo
|  | 35.34 % |

|  | 22.87 % |

|  | 2.42 % |

|  | 0.37 % |

|  | 30.06 % |

|  | 3.86 % |

|  | 2.39 % |

|  | 0.31 % |

|  | 2.38 % |

|  | 100.00 % |

#### Reynosa
|  | 52.57 % |

|  | 9.83 % |

|  | 0.64 % |

|  | 0.48 % |

|  | 34.46 % |

|  | 0.18 % |

|  | 1.84 % |

|  | 100.00 % |

#### Río Bravo
|  | 32.75 % |

|  | 27.78 % |

|  | 1.25 % |

|  | 0.39 % |

|  | 20.95 % |

|  | 6.73 % |

|  | 7.29 % |

|  | 0.24 % |

|  | 2.62 % |

|  | 100.00 % |

#### Tampico
|  | 40.05 % |

|  | 33.56 % |

|  | 1.27 % |

|  | 0.13 % |

|  | 22.75 % |

|  | 0.05 % |

|  | 2.21 % |

|  | 100.00 % |

#### Victoria
|  | 40.46 % |

|  | 30.78 % |

|  | 1.63 % |

|  | 0.23 % |

|  | 18.60 % |

|  | 4.64 % |

|  | 1.65 % |

|  | 0.07 % |

|  | 1.95 % |

|  | 100.00 % |